# Giblet Gravy
| Recensione     | Giudizio |
| -------------- | -------- |
| AllMusic       |          |
| Piero Scaruffi |          |

Giblet Gravy è il quarto album del chitarrista jazz statunitense  George Benson, pubblicato dalla Verve Records nell'agosto del 1968.

## Tracce

### LP
(1968, Verve Records, V-8749/V6-8749)
Lato A (MGS-1514)
1. Along Came Mary (Strumentale) – 2:58 (Tandyn Almer) – Registrato il 7 febbraio 1968
2. Sunny (Strumentale con cori di sottofondo) – 2:35 (Bobby Hebb) – Registrato il 5 febbraio 1968
3. What's New (Strumentale) – 5:24 (testo: Johnny Burke – musica: Bob Haggart) – Registrato il 6 febbraio 1968
4. Giblet Gravy (Strumentale) – 4:42 (musica: George Benson) – Registrato il 5 febbraio 1968
5. Walk On By (Strumentale con cori di sottofondo) – 3:21 (testo: Hal David – musica: Burt Bacharach) – Registrato il 5 febbraio 1968

Durata totale: 19:00
Lato B (MGS-1515)
1. Thunder Walk (Strumentale) – 4:38 (Harold Ousley) – Registrato il 6 febbraio 1968
2. Sack O' Woe (Strumentale) – 3:03 (musica: Cannonball Adderley) – Registrato il 6 febbraio 1968
3. Groovin' (Strumentale) – 2:40 (Felix Cavaliere, Eddie Brigati) – Registrato il 7 febbraio 1968
4. Low Down and Dirty (Strumentale) – 8:23 (musica: George Benson) – Registrato il 6 febbraio 1968

Durata totale: 18:44

### CD
(2000, Verve Records, 314 543 754-2)
1. Along Comes Mary (Strumentale) – 2:59 (Tandyn Almer)
2. Sunny (Strumentale con cori di sottofondo) – 2:52 (Bobby Hebb)
3. What's New? (Strumentale) – 5:29 (testo: Johnny Burke – musica: Bob Haggart)
4. Giblet Gravy – 4:48 (musica: George Benson)
5. Walk On By (Strumentale con cori di sottofondo) – 3:22 (testo: Hal David – musica: Burt Bacharach)
6. Thunder Walk (Strumentale) – 4:40 (Harold Ousley)
7. Sack of Woe – 3:06 (musica: Julian "Cannonball" Adderley)
8. Groovin' (Strumentale) – 2:42 (Felix Cavaliere, Eddie Brigati)
9. Low Down and Dirty – 8:30 (musica: George Benson)
10. Billie's Bounce (Strumentale) – 6:05 (musica: Charlie Parker) – Traccia bonus -  Registrato il 6 febbraio 1968
11. What's New? (alternate take) (Strumentale) – 5:31 (testo: Johnny Burke – musica: Bob Haggart) – Traccia bonus - Registrato il 6 febbraio 1968
12. What's New? (alternate take) (Strumentale) – 5:28 (testo: Johnny Burke – musica: Bob Haggart) – Traccia bonus - Registrato il 6 febbraio 1968

Durata totale: 55:32

## Musicisti
Along Came Mary / Groovin' 
- George Benson – chitarra solista
- Carl Lynch – chitarra
- Ernie Royal – tromba
- Snookie Young – tromba
- Jimmy Owens – tromba, flicorno
- Alan Raph – trombone basso
- Pepper Adams – sassofono baritono
- Ron Carter – contrabbasso
- Billy Cobham – batteria
- Johnny Pacheco – conga drums
- Tom McIntosh – arrangiamento, conduttore musicale

What's New / Thunder Walk / Low Down and Dirty / Billie's Bounce / What's New? (alternate take)
- George Benson – chitarra solista
- Herbie Hancock – pianoforte
- Ron Carter – contrabbasso
- Billy Cobham – batteria
- Johnny Pacheco – conga drums

Sunny / Giblet Gravy / Walk On By
- George Benson – chitarra solista
- Ernie Royal – tromba
- Snookie Young – tromba
- Jimmy Owens – tromba, flicorno
- Alan Raph – trombone basso
- Pepper Adams – sassofono baritono
- Eric Gale – chitarra
- Bob Cranshaw – basso
- Billy Cobham – batteria
- Johnny Pacheco – tamburello (Giblet Gravy), conga drums (Sunny e Walk On By)
- Eileen Gilbert – cori di sottofondo (Sunny e Walk On By)
- Albertine Robinson – cori di sottofondo (Sunny e Walk On By)
- Lois Winter – cori di sottofondo (Sunny e Walk On By)
- Tom McIntosh – arrangiamenti, conduttore musicale

Sack of Woe
- George Benson – chitarra solista
- Eric Gale – chitarra
- Ernie Royal – tromba
- Snookie Young – tromba
- Jimmy Owens – tromba, flicorno
- Alan Raph – trombone basso
- Pepper Adams – sassofono baritono
- Ron Carter – contrabbasso
- Billy Cobham – batteria
- Johnny Pacheco – tamburello
- Tom McIntosh – arrangiamento, conduttore musicale[4]

### Produzione
- Esmond Edwards – produzione
- Tom McIntosh – arrangiamenti (eccetto: What's New? e Thunder Walk)
- Registrazioni effettuate nel febbraio 1968 (nelle note originali e riportato febbraio 1967) al A&R Recording Studio e Capitol Recording Studio di New York City, New York
- Val Valentin – direttore ingegneri delle registrazioni
- Acy R. Lehman – grafica copertina album originale
- Daniel Kramer – foto copertina album originale
- Nat Hentoff – note retrocopertina album originale[5]